# Jean Népomucène d'Autriche
Jean Népomucène d'Autriche (Vienne, 30 août 1805 – Vienne, 19 février 1809) est un archiduc d'Autriche, fils cadet de l'empereur François Ier d'Autriche et de Marie-Thérèse de Bourbon-Naples. Il meurt à l'âge de 3 ans.